# Torneo Internacional de España de balonmano (Frauen)
Das Torneo Internacional de España de balonmano, abgekürzt TIE, ist ein als Vier-Nationen-Turnier angelegter Handballwettbewerb in Spanien. Der Wettbewerb für Frauen wird seit dem Jahr 1978 ausgerichtet. Veranstalter ist die Real Federación Española de Balonmano (RFEBM). Seit 1975 wird ein Männerturnier veranstaltet.
Das Turnier, das jeweils kurz vor großen internationalen Turnieren (Weltmeisterschaft oder Europameisterschaft bzw. entsprechende andere Kontinentalmeisterschaften) ausgetragen wird, dient den Mannschaften als Vorbereitung auf dieses Turnier.
Erstmals fand der Wettbewerb im Jahr 1978 statt, Veranstaltungsort war Castelldefels. Die spanische Auswahl gewann diese erste Ausgabe. In einigen Jahren nahmen mehr als vier Mannschaften teil: Fünf Teams waren es 1979; jeweils sechs Mannschaften nahmen 1991 und 2010 teil. Die Auswahl des Gastgebers gewann das Turnier durchgehend von der Ausgabe im Jahr 2016 bis 2022.
| Nr. | Jahr | Ort        | Platzierung   | Platzierung | Platzierung | Platzierung |
| Nr. | Jahr | Ort        | Turniersieger | 2. Platz    | 3. Platz    | 4. Platz    |
| --- | ---- | ---------- | ------------- | ----------- | ----------- | ----------- |
| 25  | 2022 | Torrevieja | Spanien       | Schweiz     | Tunesien    | Ägypten     |
| 26  | 2023 | Santander  | Japan         | Spanien     | Serbien     | Argentinien |